# Grieks voetbalkampioenschap 1927/28
In 1927/28 werd het eerste officiële Griekse voetbalkampioenschap gespeeld. Er was nog geen nationale competitie, maar drie regionale kampioenschappen. Topclubs Olympiakos Piraeus, Panathinaikos en AEK Athene hadden een disput met de voetbalbond en weigerden nog in de regionale competities te spelen en speelden voorlopig enkel vriendschappelijke wedstrijden tegen elkaar en buitenlandse clubs. 

## Eindstand

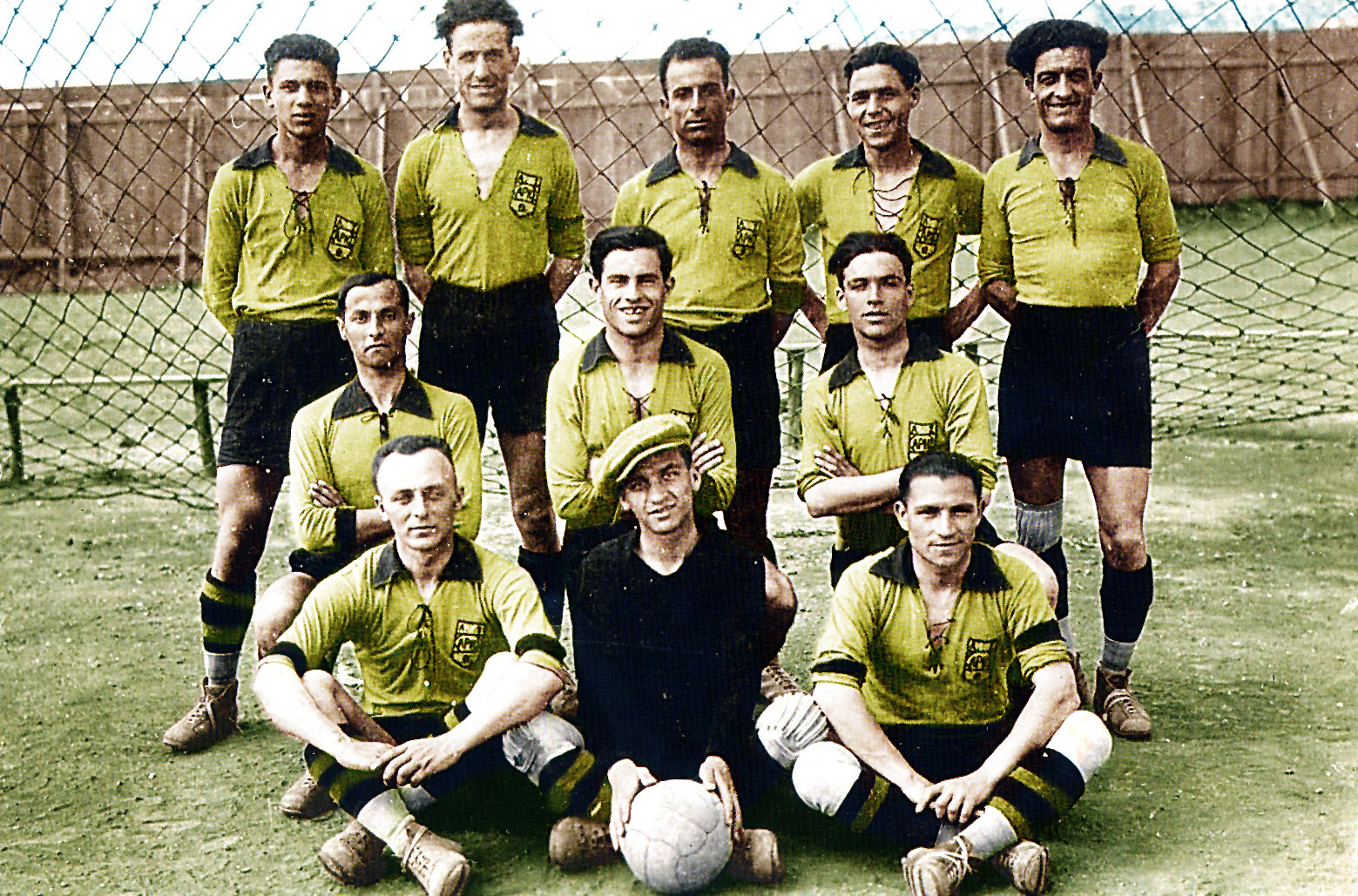
Elftal van Aris

| Plaats | Club             | Wed. | W | G | V | Saldo | Ptn. |
| ------ | ---------------- | ---- | - | - | - | ----- | ---- |
| 1.     | Aris Saloniki    | 4    | 3 | 0 | 1 | 11:6  | 11   |
| 2.     | Ethnikos Piraeus | 4    | 2 | 1 | 1 | 10:6  | 5    |
| 3.     | Atromitos        | 4    | 0 | 1 | 3 | 3:12  | 1    |

|  | Kampioen |

## Kampioen
| 1927/28                  |
| Griekenland              |
| ------------------------ |
| ARIS Kampioen (1° titel) |